# Сатариано, Александер
Александер Сатариано (мальт. Alexander Satariano; 25 октября 2001) — мальтийский футболист, нападающий клуба «Фрозиноне», выступающий на правах аренды за клуб «Бальцан» и сборной Мальты.

## Биография

### Клубная карьера
Начинал профессиональную карьеру в клубе «Сент-Эндрюс», в составе которого дебютировал в чемпионате Мальты 4 мая в матче последнего тура сезона 2016/17 против клуба «Гзира Юнайтед», появившись на замену на 90-й минуте. В сезоне 2017/18 Сатариано сыграл лишь два матча, но начиная со следующего сезона 2018/19 стал основным игроком команды. Летом 2019 года он был отдан в аренду в клуб «Слима Уондерерс», за который сыграл 23 матча и забил 1 гол. В сентябре 2020 года был отдан в повторную аренду в «Слима Уондерерс» до конца сезона.

### Карьера в сборной
В основную сборную Мальты впервые был вызван в ноябре 2020 года и дебютировал 11 ноября в товарищеском матче против сборной Лихтенштейна, в котором вышел на замену на 60-й минуте вместо Майкла Мифсуда. Позже, 14 и 17 ноября сыграл в двух матчах Лиги наций УЕФА против Андорры и Фарерских островов.